# Yūkō Tamanaha
Yūkō Tamanaha (jap. 玉那覇 有公, Tamanaha Yūkō; * 22. Oktober 1936 in Ishigaki, in der Präfektur Okinawa) ist ein japanischer Färber und Kunsthandwerker. Er wurde 1996 als erster Lebender Nationalschatz für das Wichtige Immaterielle Kulturgut „Textilfärberei“ deklariert.
Ursprünglich arbeitete Yūkō Tamanaha nach Abschluss der Schule in einem Stahlwerk. Doch wurde er dann vom Färbemeister Eiki Shiroma XIV., der von der Präfektur zum Bewahrer der Bingata-Färbetechnik ernannt worden war, ausgebildet, nachdem er dessen einzige Tochter Michiko geheiratet hatte. Nach seiner Ausbildung eröffnete er um 1961 im Stadtteil Shuri in Naha ein eigenes Atelier. Seine Bingata Technik zeichnet sich dadurch aus, dass er verschiedene, meist farbenfrohe Muster auf beiden Seiten des Textils aufträgt. Durch den präzisen Zuschnitt der Färbeschablonen gelingt es Yūkō Tamanaha mit Farbe und Schattierungen den Eindruck von Licht und Bewegung zu erzeugen. Neben zahlreichen Auszeichnungen erhielt er 1998 die Ehrenmedaille am violetten Band und 2006 den Orden der Aufgehenden Sonne (Verdienstklasse Offizier).
Für seine Bingata Färbetechnik wurde Yūkō Tamanaha im Mai 1996 zum Lebenden Nationalschatz ernannt. Er ist außerdem Ehrenbürger seiner Heimatstadt Ishigaki. Sein Sohn Yūshō Tamanaha (* 1968) ist ebenfalls Färbemeister und betreibt ein Atelier in Yomitan.